# Filippo Boncompagni
Filippo Boncompagni (Bologna, 7 settembre 1548 – Roma, 9 giugno 1586) è stato un cardinale italiano.
Nipote di papa Gregorio XIII (Ugo Boncompagni), ricoprì le cariche di Penitenziere Maggiore (1579 - 1586) e Prefetto della Congregazione del Concilio (1580-1586).

## Biografia
Nato il 7 settembre 1548 a Bologna, Filippo Boncompagni era figlio di Boncompagno Boncompagni, patrizio bolognese, e di sua moglie, Cecilia Bargellini. Nipote di papa Gregorio XIII (1572-1585), egli era inoltre cugino del cardinale Filippo Guastavillani nonché zio del cardinale Francesco III Boncompagni. Prozio del cardinale Girolamo Boncompagni, fu anche antenato del cardinale Giacomo Boncompagni.
Compiuti gli studi presso l'Università di Bologna, qui si laureò in utroque iure il 23 febbraio 1571, ricevendo poco dopo la tonsura clericale nella cattedrale della città e divenendo abate commendatario di Santo Stefano e San Bartolomeo.
Venne creato cardinale presbitero nel concistorio del 2 giugno 1572, ricevendo il 16 giugno di quell'anno la berretta cardinalizia ed il titolo di San Sisto che già era stato dello zio divenuto papa. Sovrintendente Generale agli affari della Santa Sede dal 1572. 
Fu legato a latere presso il re di Francia dal 7 giugno 1574, divenendo poi legato a latere a Venezia per congratularsi con re Enrico III di Francia, che aveva lasciato il trono di Polonia per occupare quello di Francia lasciato vacante dalla morte improvvisa di re Carlo IX di Francia. In questa occasione egli colse il pretesto per invitarlo a recarsi a Roma il 19 luglio 1574.
Governatore di Civita Castellana dal 25 luglio 1577, rimase in carica sino al 3 aprile 1581. Gran Penitenziere dal 7 agosto 1579, rimase in carica sino alla propria morte. Prefetto della Sacra Congregazione per il Concilio di Trento dal 1580 sino alla propria morte, fu altresì arciprete della Basilica di Santa Maria Maggiore a Roma. Prese parte al conclave del 1585 dal quale uscì eletto papa Sisto V.
Morì a Roma il 9 giugno 1586 e venne sepolto nella Basilica di Santa Maria Maggiore.

## Ascendenza
|                                              |   |                           | Genitori            |  |  | Nonni |  |  | Bisnonni            |  |  | Trisnonni           |  |
|                                              |   |                           |                     |  |  |       |  |  | Giacomo Boncompagni |  |  | Gasparo Boncompagni |  |
|                                              |   |                           |                     |  |  |       |  |  | Giacomo Boncompagni |  |  | Gasparo Boncompagni |  |
|                                              |   | Giacoma Bucchi            |                     |  |  |       |  |  | Giacomo Boncompagni |  |  |                     |  |
| Cristoforo Boncompagni                       |   |                           |                     |  |  |       |  |  | Giacomo Boncompagni |  |  |                     |  |
|                                              |   | Camilla Piattesi          | Alessandro Piattesi |  |  |       |  |  |                     |  |  |                     |  |
|                                              |   | Camilla Piattesi          | Alessandro Piattesi |  |  |       |  |  |                     |  |  |                     |  |
|                                              |   | Camilla Piattesi          | …                   |  |  |       |  |  |                     |  |  |                     |  |
| Boncompagno Boncompagni, patrizio di Bologna |   | Camilla Piattesi          |                     |  |  |       |  |  |                     |  |  |                     |  |
|                                              |   | Lodovico Marescalchi      | Matteo Marescalchi  |  |  |       |  |  |                     |  |  |                     |  |
|                                              |   | Lodovico Marescalchi      | Matteo Marescalchi  |  |  |       |  |  |                     |  |  |                     |  |
|                                              |   | Lodovico Marescalchi      | Giovanna Sampieri   |  |  |       |  |  |                     |  |  |                     |  |
| Angela Marescalchi                           |   | Lodovico Marescalchi      |                     |  |  |       |  |  |                     |  |  |                     |  |
|                                              |   | Gentile Montini           | …                   |  |  |       |  |  |                     |  |  |                     |  |
|                                              |   | Gentile Montini           | …                   |  |  |       |  |  |                     |  |  |                     |  |
|                                              |   | Gentile Montini           | …                   |  |  |       |  |  |                     |  |  |                     |  |
| Filippo Boncompagni                          |   | Gentile Montini           |                     |  |  |       |  |  |                     |  |  |                     |  |
|                                              | … | …                         |                     |  |  |       |  |  |                     |  |  |                     |  |
|                                              | … | …                         |                     |  |  |       |  |  |                     |  |  |                     |  |
|                                              | … | …                         |                     |  |  |       |  |  |                     |  |  |                     |  |
| Niccolò Bargellini                           | … |                           |                     |  |  |       |  |  |                     |  |  |                     |  |
|                                              |   | …                         | …                   |  |  |       |  |  |                     |  |  |                     |  |
|                                              |   | …                         | …                   |  |  |       |  |  |                     |  |  |                     |  |
|                                              |   | …                         | …                   |  |  |       |  |  |                     |  |  |                     |  |
| Cecilia Bargellini                           |   | …                         |                     |  |  |       |  |  |                     |  |  |                     |  |
|                                              |   | Giovanni Marsigli         | …                   |  |  |       |  |  |                     |  |  |                     |  |
|                                              |   | Giovanni Marsigli         | …                   |  |  |       |  |  |                     |  |  |                     |  |
|                                              |   | Giovanni Marsigli         | …                   |  |  |       |  |  |                     |  |  |                     |  |
| Claudia Marsigli                             |   | Giovanni Marsigli         |                     |  |  |       |  |  |                     |  |  |                     |  |
|                                              |   | Eleonora "Leona" Malvezzi | Giovanni Malvezzi   |  |  |       |  |  |                     |  |  |                     |  |
|                                              |   | Eleonora "Leona" Malvezzi | Giovanni Malvezzi   |  |  |       |  |  |                     |  |  |                     |  |
|                                              |   | Eleonora "Leona" Malvezzi | …                   |  |  |       |  |  |                     |  |  |                     |  |
|                                              |   | Eleonora "Leona" Malvezzi |                     |  |  |       |  |  |                     |  |  |                     |  |